# Dette privée

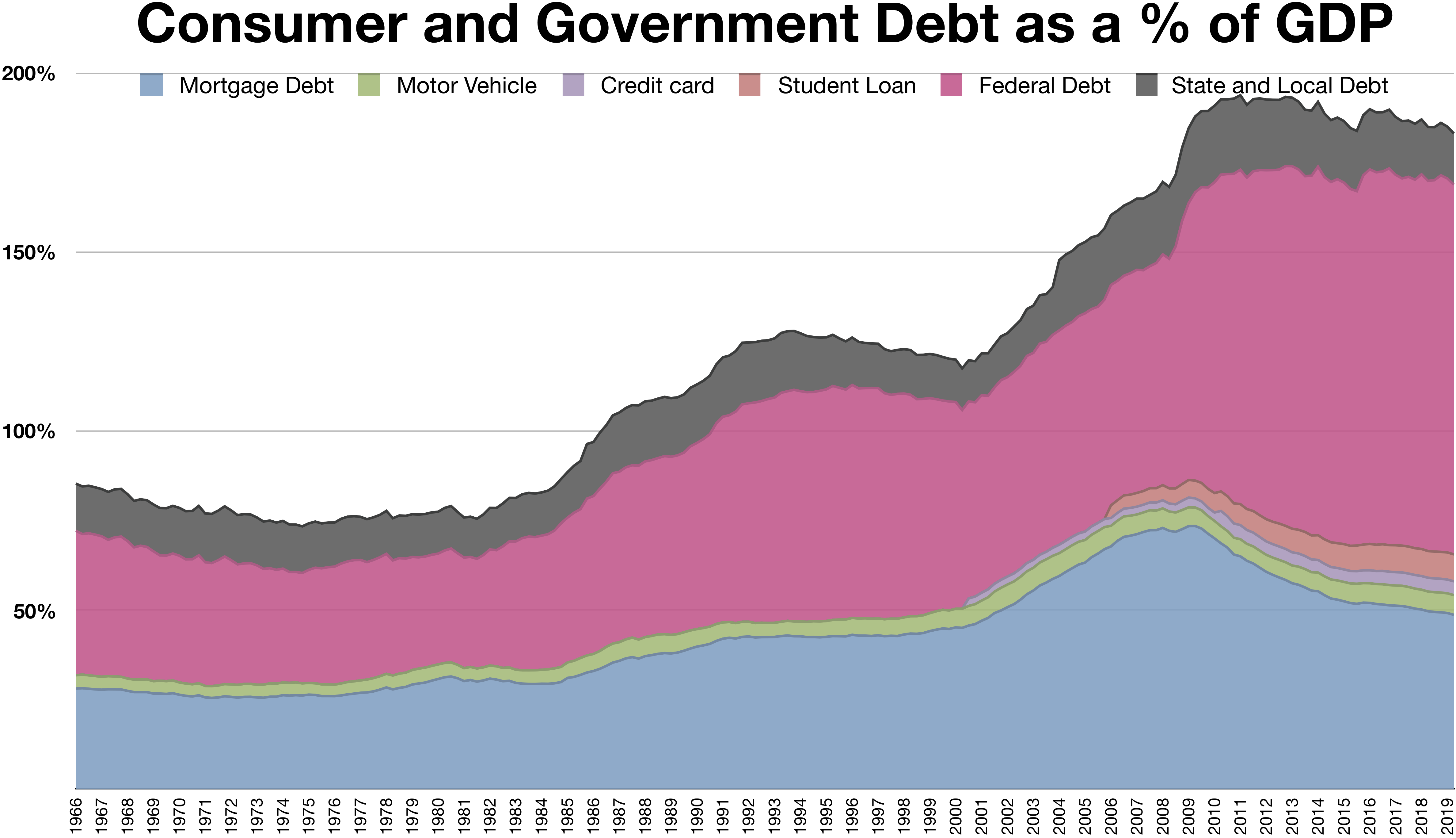
Dette des consommateurs et des administrations publiques en % du PIB de 1966 à 2019

La dette privée d'un pays (à ne pas confondre avec la dette intérieure ou dette domestique) est la dette de l'ensemble des agents économiques privés : ménages, entreprises, artisans, commerçants, professions libérales, agriculteurs, etc.

## Dette privée de la France
Le taux d’endettement du secteur privé non financier (SPNF) de la zone euro continue de reculer : 126,3% du PIB à fin décembre 2014. Il continue en revanche d’augmenter en France : 122,0%, mais son niveau est toujours nettement moindre qu’au Japon (160,2 %), aux États-Unis (144,4 %), au Royaume-Uni (146,2 %) et en Espagne (155,6 %) ; par contre, il est plus élevé qu'en Allemagne (91,2 %) et en Italie (114,9 %).
Selon des données à fin 2013 établies par la Banque de France, la dette privée de la France atteignait 122 % du PIB et sa dette publique 93,5 % ; la dette cumulée des ménages, des entreprises et de l’État ressortait donc à 215,5 % du PIB. La dette des ménages (1 163 milliards €) progresse de 0,5 point de PIB à 56,5 % ; exprimée par rapport au revenu disponible brut, elle se stabilise à 83,5 %. La dette publique, stable autour de 65 % du PIB avant fin 2008, s’est accrue de 30 points depuis lors.

## Comparaisons internationales
| Pays :                                | Allemagne | Espagne | France | Italie | Zone euro | Royaume-Uni | Japon | États-Unis |
| 2016                                  | 90,8      | 138,2   | 127,9  | 111,6  | 122,5     | 148,3       | 146,8 | 149,9      |
| 2015                                  | 90,2      | 146,5   | 124,0  | 113,5  | 123,8     | 145,5       | 145,5 | 147,7      |
| 2014                                  | 91,2      | 157,4   | 121,0  | 116,3  | 123,5     | 145,5       | 149,0 | 146,9      |
| 2013                                  | 94,7      | 166,4   | 120,1  | 116,5  | 127,8     | 153,3       | 160,1 | 143,9      |
| 2012                                  | 94,4      | 178,6   | 120,0  | 119,1  | 130,6     | 163,8       | 159,2 | 145,2      |
| 2011                                  | 95,3      | 188,6   | 117,2  | 118,5  | 133,1     | 160,6       | 160,7 | 147,8      |
| 2010                                  | 99,2      | 194,6   | 114,4  | 119,2  | 135,3     | 161,0       | 158,7 | 152,8      |
| 2009                                  | 104,4     | 194,8   | 113,2  | 117,8  | 137,0     | 175,0       | 166,6 | 160,7      |
| 2008                                  | 101,9     | 190,0   | 104,9  | 112,5  | 131,9     | 167,1       | 161,1 | 162,0      |
| 2007                                  | 103,2     | 185,2   | 98,9   | 108,5  | 127,9     | 163,2       | 155,4 | 162,2      |
| 2006                                  | 107,6     | 171,8   | 96,4   | 100,5  | 123,6     | 161,9       | 157,6 | 155,8      |
| 2005                                  | 111,2     | 149,2   | 93,6   | 94,7   | 119,3     | 156,5       | 159,2 | 149,5      |
| 2000                                  | 118,9     | 99,2    | 87,0   | 75,1   | 110,1     | 126,4       | 185,6 | 130,4      |
| Source des données : Banque de France |           |         |        |        |           |             |       |            |